# Belles et Rebelles
Belles et Rebelles est une série documentaire réalisée par Laurent Frapat et écrite par Éric Gonzales et Marie Pilhan, diffusée à partir du 24 avril 2010 sur France 5. La première saison est commentée par Julie Depardieu. Virginie Bodin assure les commentaires de la deuxième saison, dont la diffusion débute le 25 août 2012.

## Synopsis
Cette série documentaire suit la vie quotidienne des femelles de Savannah Lane, en Afrique de l'Est.

## Personnages
- Laura, la lionne
- Victoria, la guéparde
- Esther, l'éléphante
- Cathy, l'hippopotame
- Josiane, la femelle babouin
- Marie-Ange, la girafe

## Épisodes
Saison 1
1. De l'art d'être libre
2. De l'art de la conquête
3. De l'art d'être mère

Saison 2
1. Petits arrangements entre ennemis
2. Très chères voisines
3. Petits meurtres en famille